# Dötk
Dötk là một thị trấn thuộc hạt Zala, Hungary. Thị trấn này có diện tích 1,72 km², dân số năm 2010 là 26 người, mật độ 15 người/km².